# Duffys Forest, New South Wales
Duffys Forest este o suburbie în Sydney, Australia.

## Istoric
Pădurea Duffys este numită după Patrick Duffy, care a primit un ajutor funciar acolo în 1857. A devenit un tăietor de lemn și a curățat un drum spre Cowan Creek, unde a construit un debarcader de piatră pentru transportul lemnului. Wharf-ul este încă cunoscut sub numele de Duffys Wharf, iar drumul este Duffys Track.

## Populație
În recensământul din 2016, în Padurea Duffys existau 474 de persoane. 76,7% dintre persoane s-au născut în Australia și 86,1% dintre persoane au vorbit numai limba engleză la domiciliu. Cele mai frecvente răspunsuri pentru religie nu au fost Religia 32,0%, catolică 25,9% și Anglican 21,1%.